# Passage du Vertbois
Passage du Vertbois je ulice v Paříži. Nachází se ve 3. obvodu. Její název odkazuje na přilehlou Rue du Vertbois.

## Poloha
Ulice vede od domu č. 64 na Rue du Vertbois a končí u domu č. 57 na Rue Notre-Dame-de-Nazareth.